# 37-мм автоматична зенітна гармата зразка 1939 року (61-К)
37-мм автоматична зенітна гармата зразка 1939 (61-К)  (індекс ГРАУ —52-П-167) — радянська зенітна гармата періоду Другої світової війни. Розроблена на основі шведської 40-мм гармати Bofors. Головний конструктор — М. Н. Логінов. Була першою радянською автоматичною зенітною гарматою, запущеною в багатосерійне виробництво. На базі 61-К було створено сімейство корабельних зенітних гармат, ця гармата встановлювалася на перші радянські серійні самохідні зенітні установки на гусеничному шасі ЗСУ-37. 37-мм зенітні гармати 61-К активно використовувалися протягом всієї Великої Вітчизняної війни, протягом довгого часу перебували на озброєнні Радянської Армії. Крім боротьби зі штурмовиками, винищувачами-бомбардувальниками та пікіруючими бомбардувальниками, 61-К в 1941 році використовувалися і як протитанкові гармати. У повоєнний час багато зброї було поставлено за кордон і в складі іноземних армій взяли участь у різних післявоєнних конфліктах. На озброєнні армій багатьох держав 61-К перебувають донині.

## Історія створення

### Автоматичні зенітні гармати Російської імперії
Перші малокаліберні автоматичні гармати з'явилися в Росії в 1888 році, коли Військовим відомством були проведені випробування 37-мм автоматичної гармати Максима. В 1890-х роках деяку кількість гармат Максима було встановлено на кораблях російського флоту з метою боротьби з малими міноносцями. В 1901 році Обухівський завод освоїв виробництво даних гармат, проте російсько-японська війна показала неефективність малокаліберних гармат для боротьби з міноносцями.
З початком Першої світової війни виникла потреба в малокаліберних автоматичних гарматах. як засобу боротьби з авіацією противника. Морське відомство замовило Обухівському заводу 120 гармат Максима, здача яких почалася з 1918, як на флот, так і в армію. Крім того, у Великої Британії було закуплено певну кількість 40-мм автоматичних гармат Віккерса, що представляли собою полегшений та спрощений варіант гармат Максима, а 60 гармат цього типу було замовлено Обухівському заводу. Гармати Максима та Віккерса встановлювалися на різних лафетах, в тому числі і на тумбових з максимальним кутом піднесення +80—85 °, що дозволяє вести зенітну стрільбу. Крім того, в Росію з США в 1916—1917 роках було поставлено 216 37-мм автоматичних гармат Маклена, але їх лафети мали максимальний кут піднесення + 15 °, що виключало зенітну стрільбу.

### Ранні роботи по автоматичним зенітним гармат в СРСР

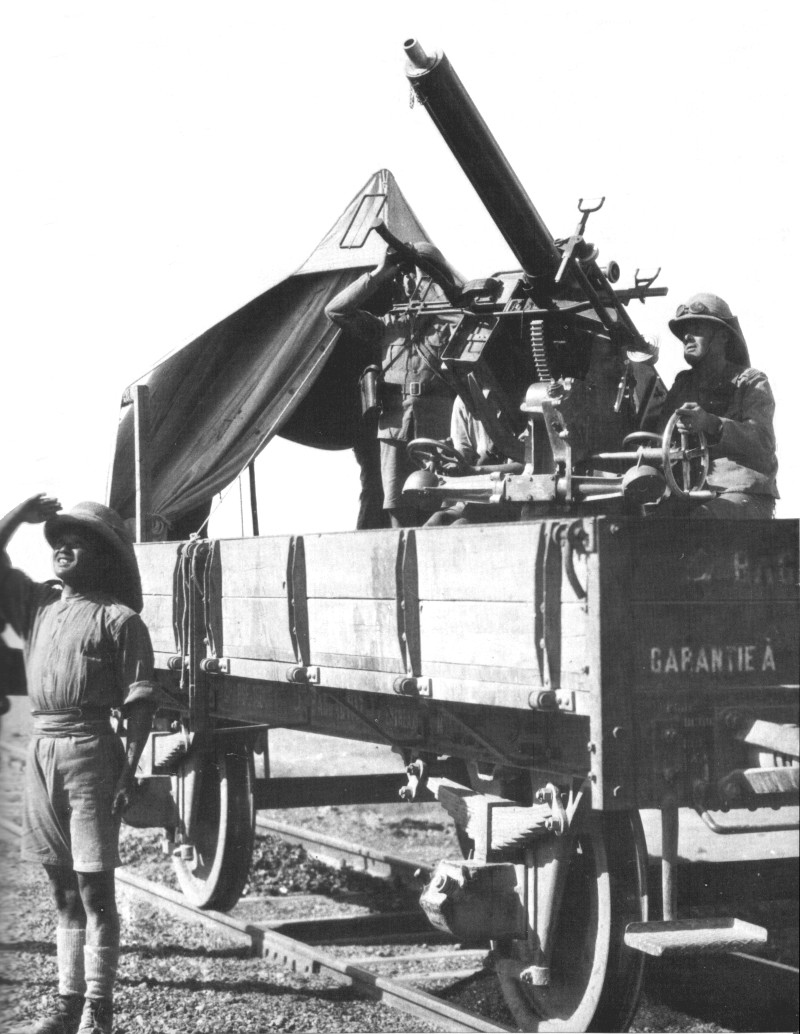
40-мм автоматична зенітна гармата Віккерса на залізничній платформі

Досвід Першої світової та Громадянської воєн підтвердив ефективність малокаліберних автоматичних гармат, як засобу боротьби з авіацією противника. В 1920 — 1923 роках Обухівським заводом тривало виробництво гармат Максима та Віккерса в кількості 10—30 гармат щорічно. В 1920-х роках як заново виготовлені, так і раніше випущені гармати встановлювалися виключно на кораблях та бронепоїздах, з польових військ зенітні автомати були вилучені. В 1926 році конструкторським бюро заводу «Більшовик» (колишній Обухівський завод) були розпочаті роботи з модернізації автоматичної гармати Віккерса, спрямовані на поліпшення балістики та підвищення надійності гармати; крім того, калібр зброї був змінений з 40 на 37 мм. Нова гармата отримала офіційне найменування «37-мм автоматична зенітна гармата зразка 1928», пройшло випробування і була запущена в серійне виробництво. Для гармати були розроблені різні типи лафетів, в тому числі тумбова установка на вантажному автомобілі та польовий трьохстанинний лафет Б-5 з відокремлюваним двоколісним ходом. Однак у війська гармати зразку 1928 так і не надійшли — завод ім. Калініна (що присвоїв гарматі індекс 11-К) з 1929 по 1932 роки так і не зміг здати жодного автомата. Проектні роботи по 45-мм автоматичній зенітній гарматі проводилися і в Коврові, однак вони були припинені до етапу виготовлення дослідного зразка.
1930 року СРСР і німецька фірма «Рейнметалл» (в особі підставного ТОВ «БЮТАСТ») уклали договір на поставку ряду зразків артилерійського озброєння, в тому числі і автоматичних зенітних гармат. Згідно з умовами договору, фірмою «Рейнметалл» в СРСР була поставлена документація та ряд напівфабрикатів на 37-мм зенітну гармату, прийняту в СРСР на озброєння під офіційною назвою «37-мм автоматична зенітна гармата зразку 1930». В 1931 — 1932 роках завод ім. Калініна намагався освоїти серійне виробництво цьої зброї (присвоївши їй індекс 4-К), проте ці спроби не увінчалися успіхом, і 1932 року зброя була знята із виробництва. У Німеччині доопрацьований варіант зброї був прийнятий на озброєння та масово випускався під індексом 3,7-cm Flak 18.
З 1932 року проектуванням 37-мм зенітних автоматів велося в конструкторському бюро під керівництвом М. М. Кондакова. Зброя, яка отримала індекс АКТ-37, розроблялася як універсальна, призначена для використання як зенітна або авіаційна гармата. Зброя мала магазинне подачу патронів (по 5 патронів), високу скорострільність і малу віддачу; недоліками системи були складність її установки та регулювання, а також утрудненість заряджання. Дослідний зразок АКТ-37 був виготовлений в 1935 році, в 1936 році гармата пройшла полігонні випробування як авіаційна гармата. Для зенітного варіанту гармати було розроблено два типи лафетів — трьохстанінний двоколісний ЛАКТ та тумбовий (для установки на автомобілях та чотириколісних возах) ТАКТ. В 1938 році АКТ-37 на лафетах лакто і ТАКТ проходила випробування, за підсумками яких робота по ним була припинена внаслідок непридатності автоматів для тривалої стрільби та недоцільності їх подальшого доопрацювання. З 1936 року Кондаков працював над модернізацією АКТ-37 під індексом АСКОН-37, спрямованої на збільшення початкової швидкості та скорострільності зброї. 1938 року проводилися випробування дослідного зразка гармати, за підсумками яких було вирішено відмовитися від прийняття цього автомата на озброєння у зв'язку зі складністю його конструкції. Також з 1935 року Кондаковим велися роботи над 45-мм автоматичною зенітною гарматою АСКОН-45; в 1937 році був виготовлений дослідний зразок гармати, однак до травня 1938 роботи по гарматі були припинені з ініціативи конструктора.

### Автоматичні зенітні гармати Шпитального і 100-К
До середини 1930-х років відсутність автоматичних зенітних гармат в армії і на флоті стало нестерпним, у зв'язку з чим керівництвом країни були прискорені роботи в цьому напрямку. 1935 року Постановою Ради Праці та Оборони Б. Г. Шпитального та заводу ім. Калініна було доручено до кінця року розробити 37-мм автоматичну гармату. 1936 року була виготовлена дослідна серія з 20 гармат, встановлених на автомобілях і в башті танка Т-26. Результати випробувань показали ряд недоліків системи, у зв'язку з чим на озброєння вона не приймалася.
У березні 1938 року на заводі ім. Калініна був виготовлений дослідний зразок 37-мм автоматичної зенітної гармати, що отримала індекс 100-К. Гармата була створена групою конструкторів під керівництвом Є. В. Чарнко, І. А. Комарицького та Л. В. Люльєва. Автоматика зброї працювала за схемою з відводом газів з каналу ствола, зброя мала барабанний магазин та потужне дульне гальмо, завдяки якому вдалося відмовитися від гальма відкоту. 1938 року зброя пройшла полігонні випробування і була визнана такою, що задовольняє пред'явленим вимогам, але потребує доопрацювання, яке так і не було проведено.

### Гармати 49-К і 61-К

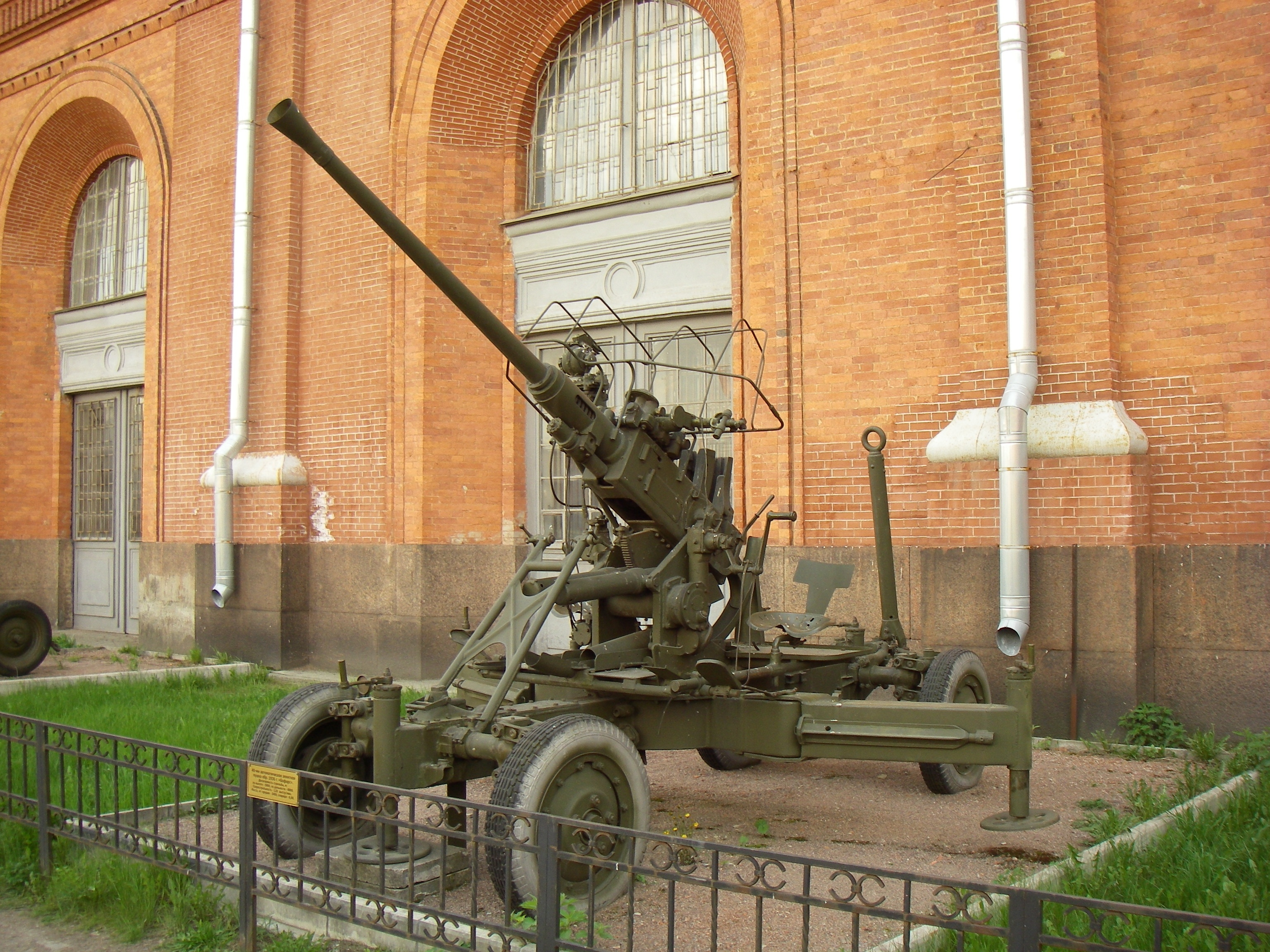
40-мм автоматична зенітна гармата Bofors

Наприкінці 1937 року на заводі ім. Калініна був виготовлений перший дослідний зразок 45-мм автоматичної зенітної гармати, що отримав заводський індекс ЗІК-45, пізніше змінений на 49-К. Зброя була створена за зразком 40-мм автоматичної гармати «Бофорс». На початку 1938 року зброя пройшла заводські випробування і була спрямована на полігонні випробування, що проходили спочатку на тимчасовому тумбовому лафеті, а потім — на штатному чотириколісному лафеті. Випробування виявили необхідність доопрацювання зброї, яке було проведено на початку 1939 року. Влітку 1939 зброя пройшла повторні полігонні випробування, пізніше — випробування на живучість. 1939 року зброя була прийнята на озброєння під офіційним найменуванням «45-мм автоматична зенітна гармата зразку 1939», завод ім. Калініна отримав замовлення на виробництво в 1940 році 190 гармат.
Деякі фахівці Артилерійського управління РККА вважали калібр 45 мм занадто великим для польових зенітних гармат, у зв'язку з чим в січні 1938 року КБ заводу ім. Калініна під керівництвом М. М. Логінова було запропоновано створити на базі 49-К 37-мм автоматичну зенітну гармату. Нова зброя, яка отримала індекс ЗІК-37 (пізніше змінений на 61-К), була спроектована в короткі терміни — вже 10 жовтня 1938 дослідний зразок зброї був відправлений на полігонні випробування. 1939 року зброя була прийнята на озброєння під офіційним позначенням «37-мм автоматична зенітна гармата зразку 1939» і запущена в серійне виробництво. 1940 року було прийнято остаточне рішення про озброєння РККА автоматичними зенітними гарматами калібру 37 мм, у зв'язку з чим виробництво 49-К було зупинено. Фахівець у галузі артилерії О. Б. Широкорад критикує це рішення, вказуючи, що конструктивно 49-К і 61-К майже не відрізнялися, мали близьку вартість (60 тис. рублів проти 55 тис. рублів), але при цьому досяжність та руйнівна дія 45-мм снарядів істотно вища.
У цілому ж прихильники калібру 37 мм аргументували свою позицію тим, що ні 45-мм, ні 37-мм снаряди на той момент не мали безконтактного детонатора; ціль знищувалася лише при прямому влученні снаряда. А навіть один снаряд калібром 37 мм гарантовано виводив з ладу майже будь-який літак кінця 1930-х. Таким чином, зенітний снаряд 45-мм калібру мав надлишкову потужність. При цьому снаряди меншого калібру простіше доставляти, вони займають менше місця при зберіганні та транспортуванні, споряджена обойма важить менше (тобто полегшується робота заряджаючого). І, що дуже важливо, зменшується вага самої гармати.